# 白猴子
“白猴子”（英語：White monkey）是英文俚语，指受中国等亚洲国家公司雇佣，利用其种族身份从事广告宣传工作的白人，这种岗位也称为“靠脸吃饭”（face job）。雇主认为，由白人出面担纲广告营销代表，可展现国际化，让公司看来更可靠合法。白人雇员几乎不需要投入实际项目，亦不必掌握汉语。
“白猴子”工作一般和市场营销和广告有关，受雇者可能会充当公司或品牌的代言角色，以“创始人”或“高管”的身份示人。
“白猴子”工作如今在国际化程度较高的大型城市不甚受青睐，但在小城市或郊县地带仍很常见，尤其是那些正试图以国际化身份吸引地产投资的地区。